# شهرستان کانگپینگ
شهرستان کانگپینگ (به لاتین: Kangping County) یک منطقهٔ مسکونی در چین است که در شن‌یانگ واقع شده‌است. شهرستان کانگپینگ ۲٬۱۶۱ کیلومتر مربع مساحت و ۳۱۶٬۸۱۹ نفر جمعیت دارد.